# Ocuituco, Morelos
Ocuituco är en kommunhuvudort i Mexiko.   Den ligger i kommunen Ocuituco och delstaten Morelos, i den sydöstra delen av landet, 70 km sydost om huvudstaden Mexico City. Ocuituco ligger 1 953 meter över havet och antalet invånare är 4 728.
Terrängen runt Ocuituco är lite bergig. Runt Ocuituco är det ganska tätbefolkat, med 199 invånare per kvadratkilometer. Närmaste större samhälle är Cuautla Morelos, 18,6 km väster om Ocuituco. Omgivningarna runt Ocuituco är en mosaik av jordbruksmark och naturlig växtlighet.